# Pascal Vahirua
Pascal Vahirua (Papeete, 1966. március 9. –) francia válogatott labdarúgó.

## Pályafutása

### Klubcsapatban
Papeete-n született, Tahitin, Francia Polinéziában. Az AJ Auxerre legendás edzője Guy Roux fedezte fel, amikor a szigeten nyaralt. 16 évesen, 1982-ben került az Auxerre utánpótlásához. Az első csapatban 1984-ben mutatkozott be és több mint 10 éven keresztül volt a klub játékosa. Ezt követően 1995 és 1998 között a Caen, 1998 és 2001 között a görög Atrómitósz, 2001 és 2002 között a Tours csapatában játszott. 

### A válogatottban
1990 és 1994 között 22 alkalommal szerepelt a francia válogatottban és 1 gólt szerzett. Egy Kuvait elleni barátságos mérkőzés (1–0) alkalmával mutatkozott be 1990. január 21-én. Részt vett az 1992-es Európa-bajnokságon. 

### Magánélete
Unokatestvére a korábbi francia U21-es és tahiti válogatott Marama Vahiruának, aki a Nantes akadémiáján nevelkedett.

## Sikerei, díjai
AJ Auxerre
- Francia kupa (1): 1993–94

## Külső hivatkozások
- Pascal Vahirua adatlapja a National-Football-Teams.com oldalon (angolul)

- Pascal Vahirua (angol, francia, spanyol nyelven). FootballDatabase.eu
- Pascal Vahirua (angol nyelven). eu-football.info
- Pascal Vahirua (német nyelven). kicker.de
- Pascal Vahirua adatlapja a worldfootball.net oldalon (angolul)